# Fiat Uno
A Fiat Uno egy kiskategóriás autó, melyet a Fiat gyártott 1982 és 1995 között. Más országokban az olasz gyár licencei alapján még csaknem további 20 évig készültek Unók, az utolsó darab 2013-ban, Brazíliában készült el.
Körülbelül 8 800 000 darab készült a kocsiból. Az Uno modellnév 2010 Brazíliában visszatért, amikor a Fiat ottani részlege bemutatott egy a Fiat Mini padlólemezre épülő új modellt.

## Első generáció (1983–1989)
Az Unót 1983 januárjában mutatta be a Fiat, hogy leváltsa az idősödő 127-est, mely 1971-es megjelenésekor maga is forradalmasította a kiskategóriás autók piacát. A Giorgetto Giugiaro által tervezett Uno hátulja "Kammback-stílusú" levágással készült, melynek köszönhetően az autó légellenállási együtthatója mindössze 0,34 volt. A kocsi már a kezdetekben is sok dicséretet kapott üzemanyag-takarékossága, belső helykínálata, jó menetkomfortja és irányíthatósága miatt. Sok eleme az 1978-as Lancia Megagamma tanulmányautóból származott, amit szintén Giugiaro tervezett. Az Uno szembement az egyre alacsonyabb és alacsonyabb autók jelentette trenddel, bebizonyítva, hogy nem csak az alacsony és lapos karosszériás járművek lehetnek áramvonalasak. A nagy hasmagasság és a magas üléspozíció gyakran ma is visszaköszön a kiskategóriás autókon.
Az Uno egy hónappal a Peugeot 205 előtt jelent meg, mely szintén a kategória egyik meghatározó tagjává vált, és sokáig gyártásban maradt. A komoly versenytársak közé tartozott még a General Motors által nem sokkal korábban bemutatott Opel Corsa A (az Egyesült Királyságban Vauxhall Nova), valamint a hónapokon belül megjelentett második generációs Ford Fiesta és az új Nissan Micra.
Az Egyesült Királyságban csak 1983 júniusában kezdték el árulni a kocsit, de már az értékesítés legelső teljes évében több mint 20 ezer darab talált gazdára. A legsikeresebb évet 1988-ban zárta az országban, amikor 40 ezer fölötti eladásával a legnépszerűbb importautó lett.
1984-ben az Év Autójának választották Európában. Eleinte a Fiat 127-ből is ismert motorokkal és sebességváltókkal volt kapható. A motorkínálat legkisebb tagja egy a Fiat 100-as sorozatához tartozó, 903 cm³-es, soros négyhengeres, OHV vezérlésű egység volt. Emellett 128-as sorozatú, SOHC felépítésű soros négyhengeres benzinmotorok is kaphatók voltak hozzá, 1,1 és 1,3 literes változatban. Az Uno az autóiparban bevett szokástól eltérően nem motorjának hengerűrtartalma, hanem teljesítménye alapján kapta típusjelöléseit, így létezett 45, 55, 60, 70 és 75 jelölésű típus is. Három- és ötajtós ferde hátú karosszériával volt kapható. Belsőterének legnagyobb különlegessége az volt, hogy az irányjelzők kapcsolókarján kívül minden egyéb, hagyományosan a bajuszkapcsolókra kerülő kezelőszerv a műszeregység két oldalán kapott helyet úgy, hogy a kormánykerék elengedése nélkül is használhatók legyenek. Ez a szokatlan megoldás hasonló volt az elsőként a Citroën által használthoz.
Előre MacPherson rugóstagok, hátulra pedig torziós rudas felfüggesztés került teleszkópos lengéscsillapítókkal és tekercsrugókkal. 1985-től a korábbi 0,9 literes motort leváltotta egy 1,0 literes (999 cm³), SOHC vezérlésű FIRE (Fully Integrated Robotised Engine) egység. Ez a motor könnyebb volt, kevesebb alkatrészből állt, és jobb teljesítményt és üzemanyag-hatékonyságot biztosított. A legjobban felszerelt változat a 75 SX i.e. volt, egypontos üzemanyag-befecskendező rendszerrel, távirányítós nyitású ajtókkal, beépített ködlámpákkal és a Turbo változaton is használt ovális alakú kipufogóvégekkel.

### Turbo i.e.
1985 áprilisában a Fiat bemutatta az Uno Turbo i.e.-t, mely csak háromajtós ferde hátú karosszériával volt kapható. Bár a marketinganyagok azt sugallták, hogy a kocsihoz egy teljesen új, kimondottan turbófeltöltővel tervezett motort terveztek, valójában egy a Ritmo 1,3 literes, 128-as sorozatú blokkján alapuló erőforrás került bele, Bosch többpontos üzemanyag-befecskendezéssel, Magneti Marelli elektromos gyújtással és vízhűtéses IHI turbófeltöltővel, melyhez egy közbenső hűtő is tartozott, a beömlő levegő hűtésére. Az így létrejövő motor számos kortársánál fejlettebbnek számított. Hengerűrtartalma eleinte 1299 cm³ volt, de ezt később 1301 cm³-re növelték, mivel az 1300 cm³ lökettérfogatú autók nagyobb sebességgel közlekedhettek az olasz autópályákon. Mindkét változat 105 lóerős (78 kW) csúcsteljesítmény leadására volt képes, de a tulajdonosok szerint az 1301 cm³-es motor jobban reagált a gázadásra, és nyomatéka is némileg nagyobb volt.
1985 és 1987 vége között a Turbo változatok a Ritmóból ismert ötsebességes kézi sebességváltóval voltak kaphatók, majd ezt egy új fejlesztésű, C510 nevű, szintén ötfokozatú váltóra cserélték. Ez a tulajdonosok szerint jobban illett az autóhoz, mivel nagyobb terhelésnek ellenálló differenciálművel és továbbfejlesztett váltórudazattal rendelkezett. Az áttételek egyformák voltak mindkét egységben.
A Turbo i.e. jelentős teljesítménynövekedést nyújtott a hagyományos Uno modellekhez képest, és akár a 200 km/h-s sebességre is fel tudott gyorsulni, mely részben a mindössze 845 kg-os tömegnek is köszönhető volt. Az autó megbízhatóságát tovább növelte, hogy a maximális turbónyomást a tömeggyártása kerülő modellek esetén 1,0-ról 0,6 barra korlátozták. Ez azonban viszonylag könnyedén visszaalakítható volt 1,0 barosra a még nagyobb teljesítmény érdekében, a megbízhatóság jelentős feláldozása nélkül.
A Turbo i.e. modell külső jellegzetességei közé tartoztak a fekete műanyag küszöbdíszek és kerékív-szélesítések (a 70SX-hez hasonlóan), valamint az egyedi első lökhárító, beépített ködlámpákkal és légbeszívó nyílásokkal, melyek az olajhűtőhöz és a töltőlevegő-hűtőhöz vezették a levegőt. Eleinte a kocsik oldalára egy nagy "TURBO" felirat került, melyet később leváltott egy-egy festett díszcsík a két oldalon, valamint egy kisebb "Turbo i.e." felirat közvetlenül a hátsó kerékjárati ívek előtt. A csomagtérajtóra szintén kerültek kiegészítő csíkok. Ennek alakja megegyezett a préselt acéllemezekből készült hagyományos csomagtérajtókkal, de a Turbo változatra kerülő csomagtérajtó a kisebb súly miatt üvegszálból készült és egyedi légterelő került rá, mely az esztétika mellett az áramvonalasságot is javította. Minden ablak nagyon enyhe zöld színezést kapott.
Az autó felfüggesztése alacsonyabb és erősebb lett, emellett pedig 13 colos felnik kerültek rá, Pirelli P6 gumiabroncsokkal. Előre hűtött féktárcsákat, hátra pedig tömör tárcsákat szereltek, szemben a hagyományos modellek dobfékes megoldásával. Belül sportülések, piros padlószőnyeg és meghosszabbított középkonzol jelentette a különbséget a többi típushoz képest. Később a fekete biztonsági övek helyére pirosak kerültek.
Felárért rendelhetők voltak Cromodora felnik, elektromos ablakemelők, manuális napfénytető és digitális műszeregység is. Utóbbi a hagyományos mutatós műszerek helyett folyadékkristályos oszlopokkal jelezte az üzemanyagszintet, a hűtőfolyadék hőmérsékletét és a töltőnyomást. A sebességet szintén digitális formában jelenítette meg, és gombnyomással lehetett váltani a km/h-ban és a mph-ban való mérés között. Meglehetősen kevés Turbo i.e.-t rendeltek ilyen műszerfallal.
További extra volt még az Anti-Skid, mely az ABS egy egyszerűbb formája volt. Ez csak az első kerekekhez csatlakozott, és gyújtási ciklusonként csak egyszer működött. Ez azt jelentette, hogy ha egyszer működésbe lépett a rendszer, addig nem aktiválódott újra, amíg le nem állították az autót, majd ismét rá nem adták a gyújtást. Bár értékelendő a Fiat próbálkozása, amiért megpróbálta biztonságosabbá tenni az utazást, a korabeli beszámolók szerint az Anti-Skid rendszer nem volt hatékony, és működése is megbízhatatlan volt.

### Dízel és Selecta modellek
1983 közepén az Uno is megkapta azt az 1,3 literes dízelmotort, mely a Fiorinóban és a 147-ben is megtalálható volt. Eleinte ez csak Olaszországban volt kapható. A Brazíliában gyártott motor a 124-es sorozatú motorcsalád tagja volt, és 1984 elejétől Európa kontinentális részének több országában is elérhetővé vált. 1983 közepétől a napi 2000 darab elkészült Unóból körülbelül 280 volt dízelmotoros. A háromajtós változatok az Uno D, az ötajtósak az Uno DS nevet kapták. Kívül ezek a típusjelölések árulkodtak egyedül arról, hogy az autó dízel, míg a műszerfalra egy olajnyomásmérő került, ami nem volt megtalálható a hagyományos benzines Unókban. A gázolajos változatok hangszigetelését megerősítették a motorháztető alatt és a tűzfal mentén.
A motor 44 lóerős (33 kW) volt, hasonlóan a legkisebb, 903 cm³-es benzines egységhez, de nyomatéka jelentősen nagyobb volt. A súlykülönbség elhanyagolható volt, az 1,3 literes dízelmotor 121 kg-ot, a 0,9 literes benzines 79 kg-ot nyomott. A további kiegészítők, például a hangszigeteléshez használt anyagok további 100 kg-mal növelték meg a dízeles változatok tömegét, ami főleg az első felfüggesztésre nehezedett.
1987-ben megjelent egy 60DS nevű típus, 1,7 literes dízelmotorral. Szintén ekkor mutatták be az Uno Selectát fokozatmentes (CVT) sebességváltóval. A CVT váltót a Fiat közösen fejlesztette a holland Van Doorne vállalattal és a Forddal (a Fiat akkoriban a Van Doorne részvényeinek 24%-át birtokolta).

### Uno CS
A Brazíliában gyártott Uno CS nevű modell néhány európai országban is kapható volt. Ez azonban nagyban különbözött a hagyományos Unóktól. A kocsi egy a Fiat 147-től származó padlólemezére épült, mind a négy kerékhez MacPherson rendszerű felfüggesztést szereltek, valamint hátul keresztben beszerelt laprugók is voltak. Ezek mellett az európai modellektől eltérően az üzemanyag-betöltő nyílás a bal oldalra került, és a motorháztető is előrefelé nyílt. A kocsi a Brazíliában gyártott motorokat kapta.

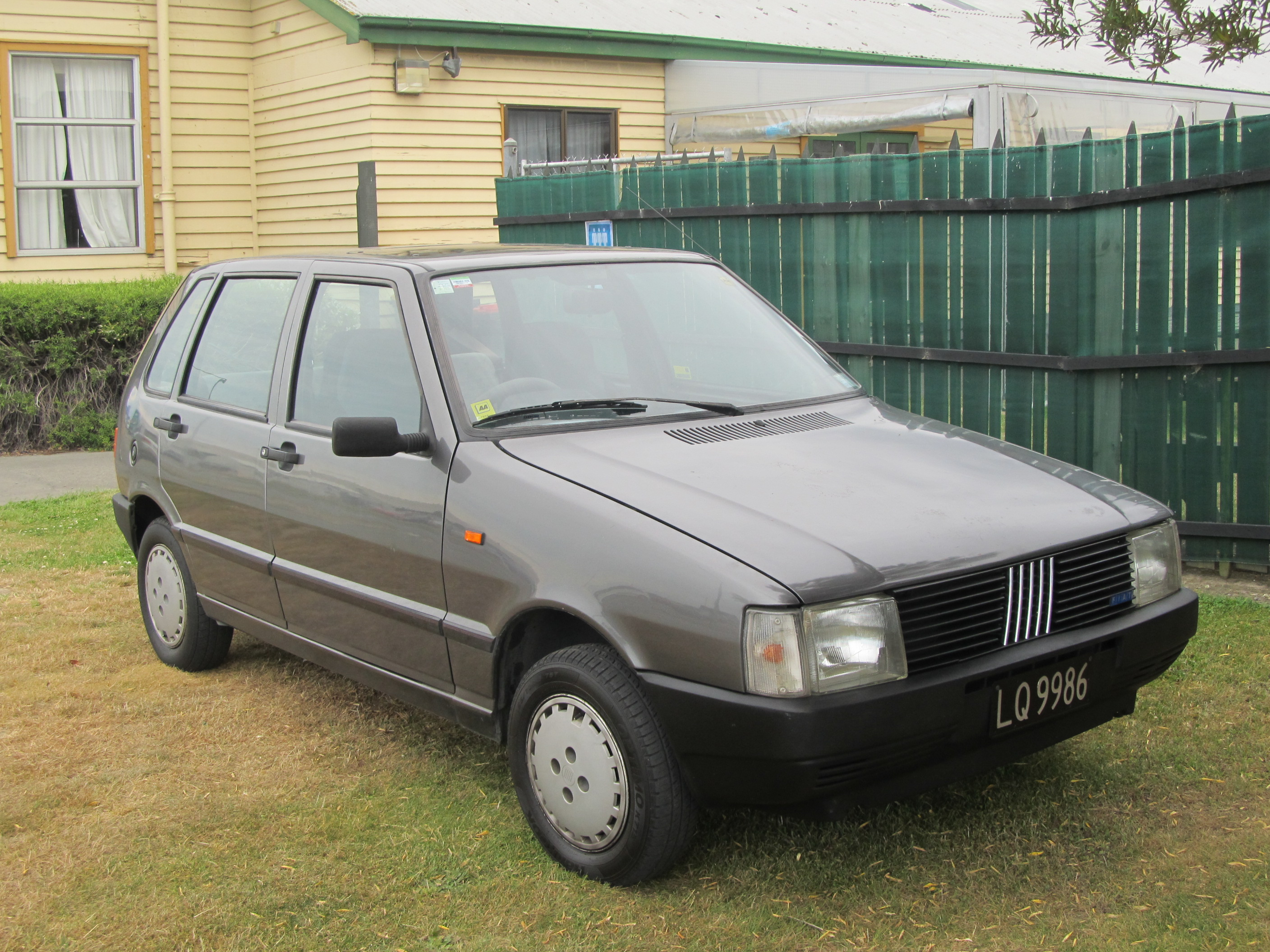
1984-es Fiat Uno 70S Új-Zélandon
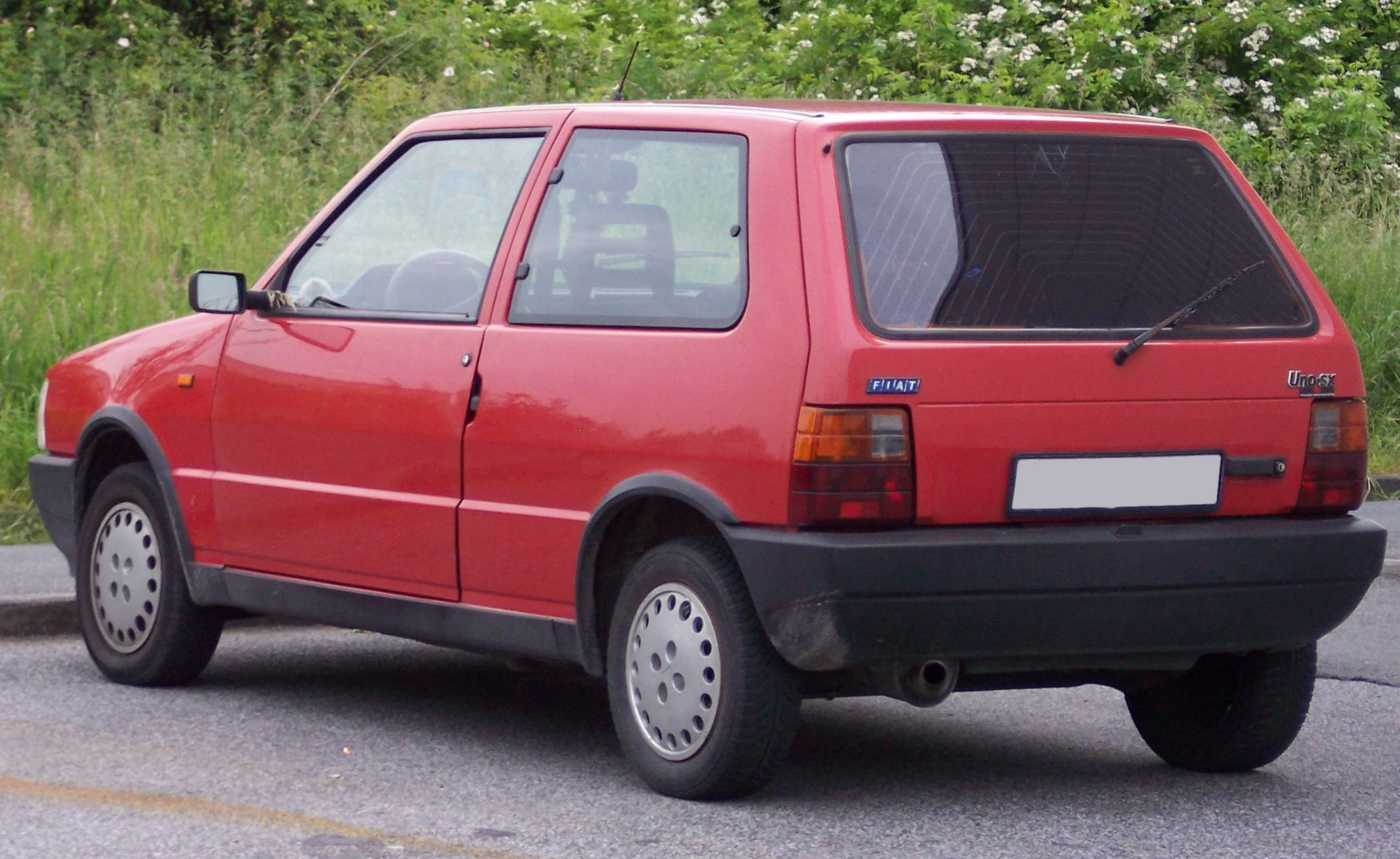
Fiat Uno SX hátulról
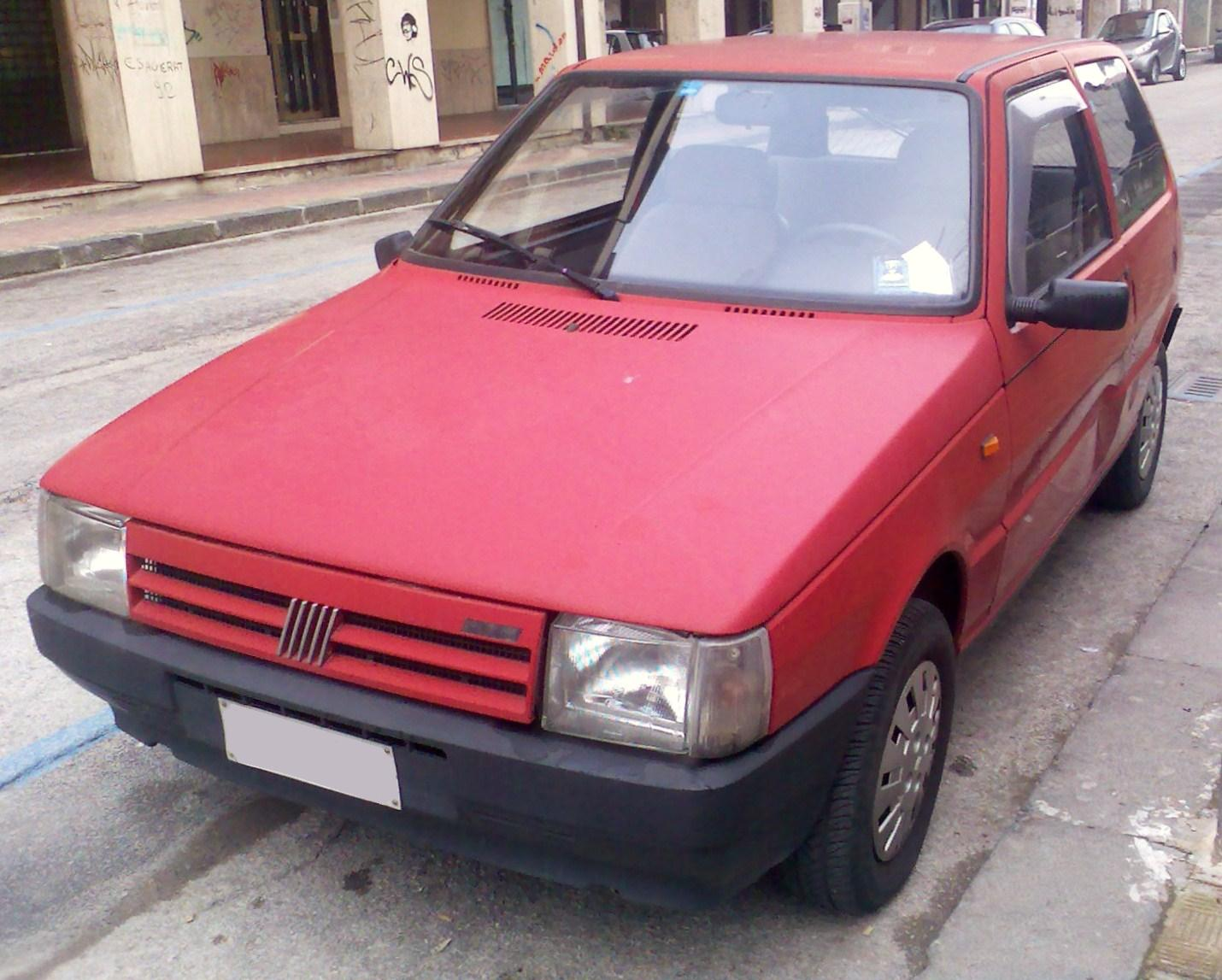
Brazíliában gyártott Uno CS
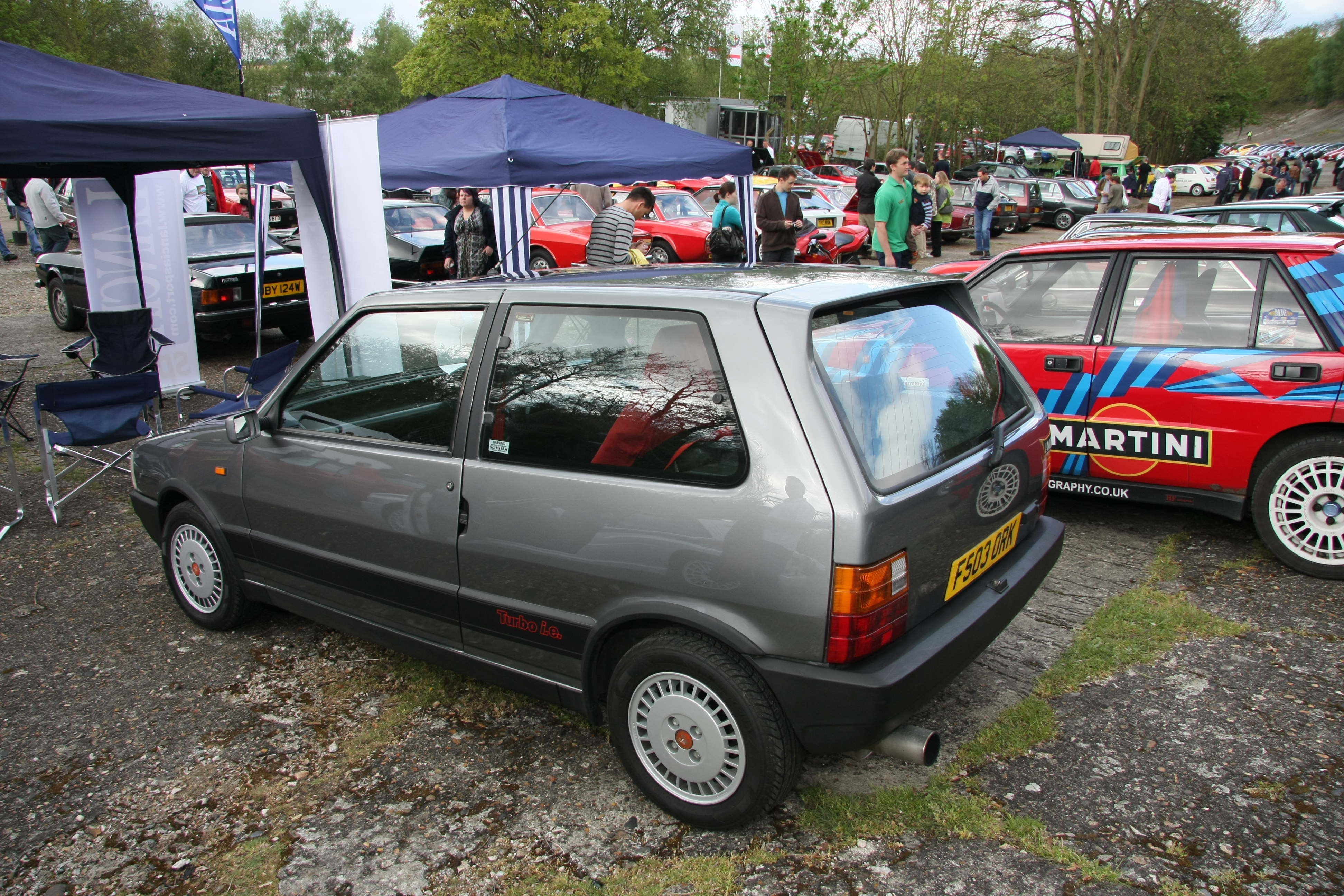
Fiat Uno Turbo i.e. az Egyesült Királyságban
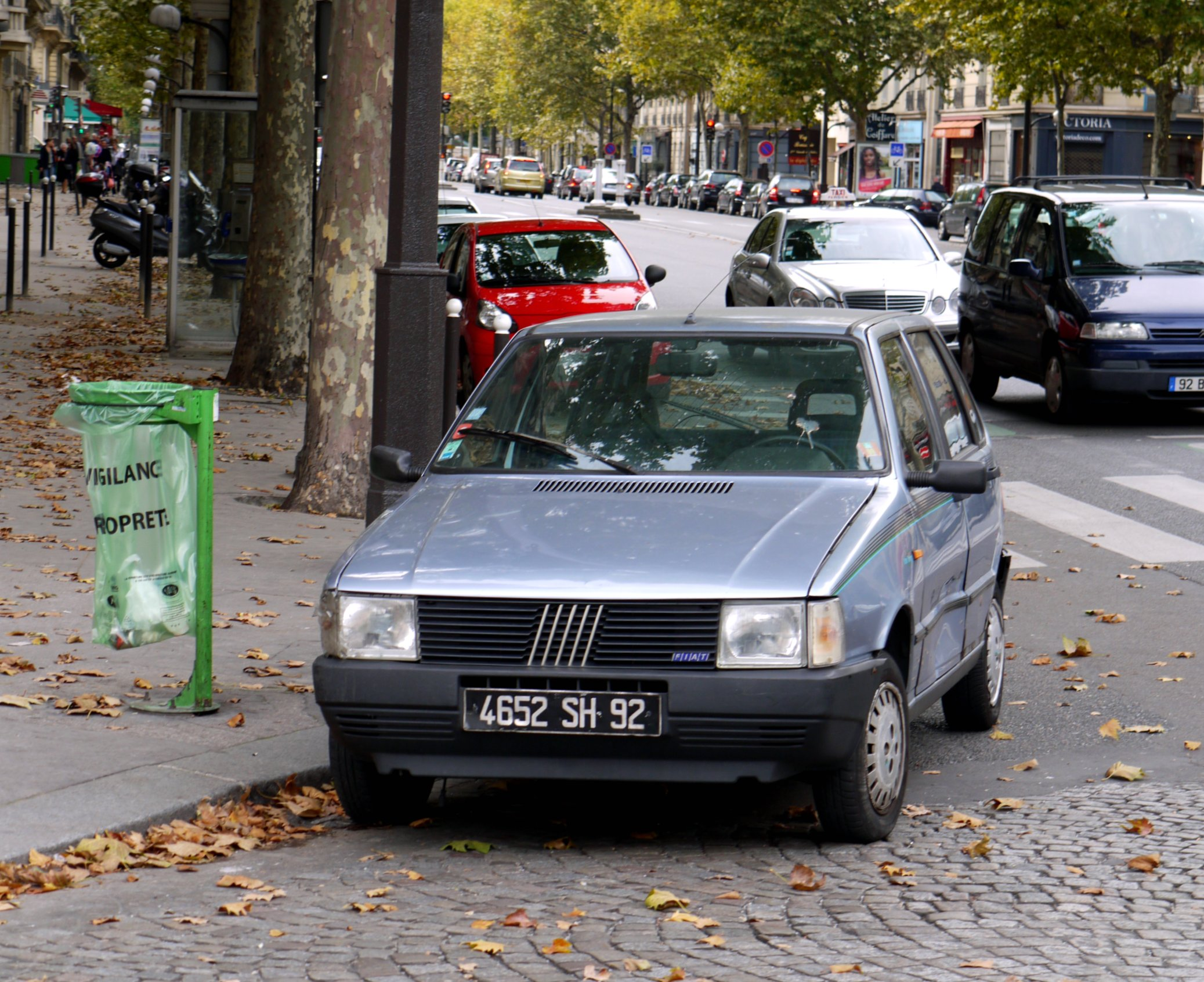
Fiat Uno Párizsban, régi francia rendszerámtáblával
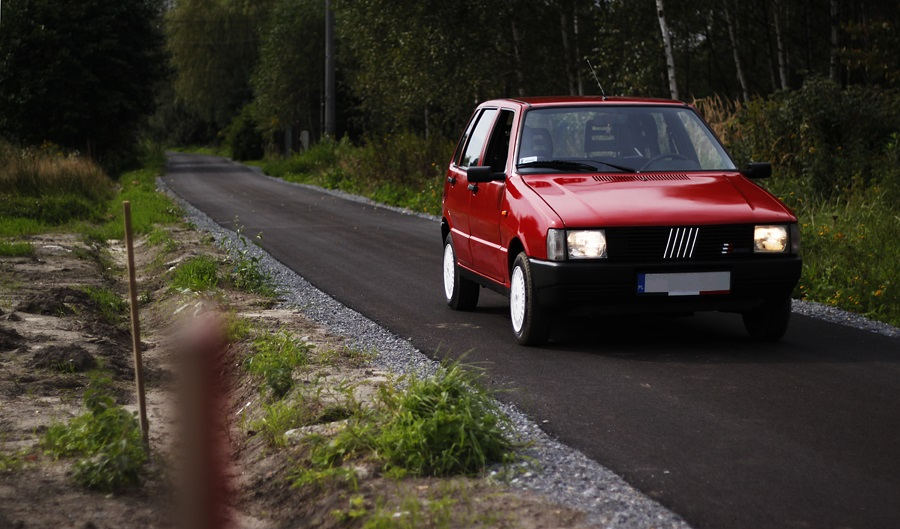
Dízelmotoros Fiat Uno

## Második generáció (1989–1995)
A Fiat 1989 szeptemberében, a Frankfurti Autószalonon bemutatta az Uno megújított változatát, hogy lépést tartson az olyan konkurensekkel, mint a Ford Fiesta, a Citroën AX és a hamarosan megjelenő Renault Clio. Az autó eleje némileg megváltozott és új csomagtérajtó is került rá, melyekkel jobban hasonlított a gyár egy évvel korábban bevezetett modelljére, a Tipóra, ráadásul légellenállási együtthatója is 0,30-ra csökkent. A belsőteret is felfrissítették, a fényszórók és az ablaktörlők kezelőszervei hagyományos bajuszkapcsolókra kerültek, illetve a Fiat igyekezett orvosolni az előző változatban gyakran megfigyelhető műszerfalzörgést. A korábbi 1,1 literes motort egy ugyanekkora hengerűrtartalmú FIRE egység váltotta, míg az 1,3 literes Ritmo-motor helyét átvette 1,4 literes (1372 cm³) Tipo-erőforrás, mind a szívó, mind a turbófeltöltős változatkban. Az újfajta motorral szerelt Uno Turbo végsebessége 204 km/h-ra nőtt, míg a legkisebb, 1,0 literes változat 140–145 km/h-ig tudott felgyorsulni, a sebességváltó fajtájától függően. Az Uno Turbo i.e. variáns szintén megújult, Garret T2 turbófeltöltőt és Bosch LH Jetronic üzemanyag-befecskendező rendszert kapott, miközben az aerodinamikája is javult.
Az Uno utódjának szánt Punto 1993-ban jelent meg, de az Uno gyártása csak 1995-ben fejeződött be Olaszországban, és az értékesítését is nagyjából ezzel egy időben fejezték be Nyugat-Európában. Az olasz üzemekben összesen 6 032 911 darab készült. 1994 és 2002 között a lengyelországi Bielsko-Białában, majd 2000 és 2002 között Tychyben is gyártotta a Fiat Auto Poland. Ezekhez háromféle szívó benzines, üzemanyag-befecskendezéses motor volt kapható: egy 0,9 literes a Seicentóból (1999–2002), egy 1,0 literes FIRE, egy 1,4 literes, míg dízelből csak egy 1,7 literes változat volt elérhető.

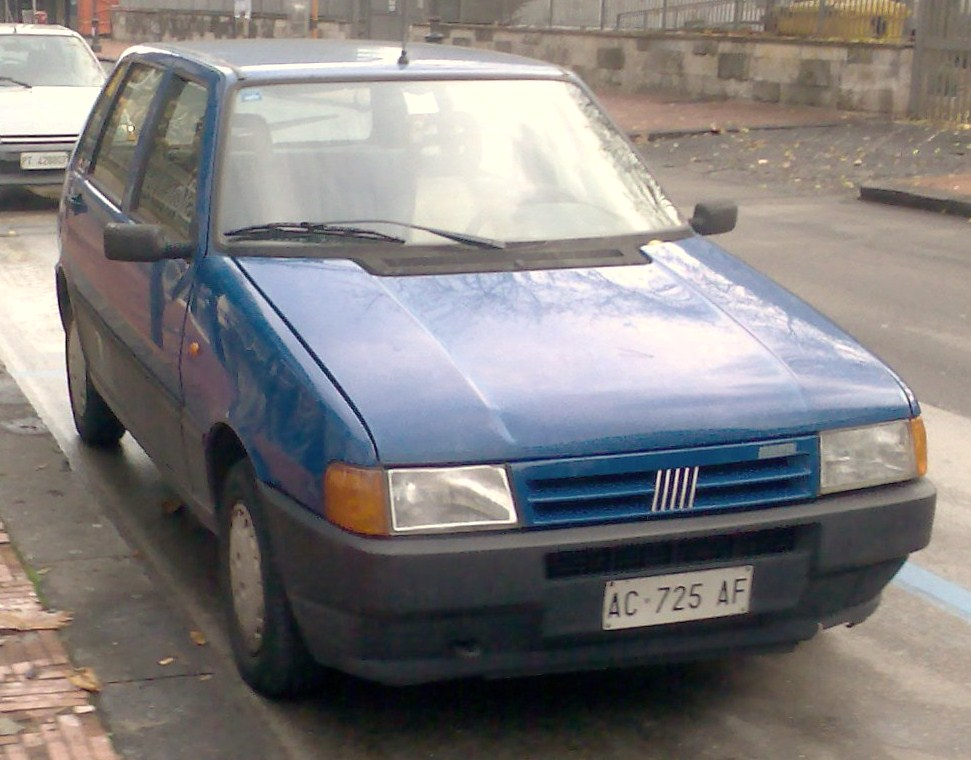
A megújult elejű Uno
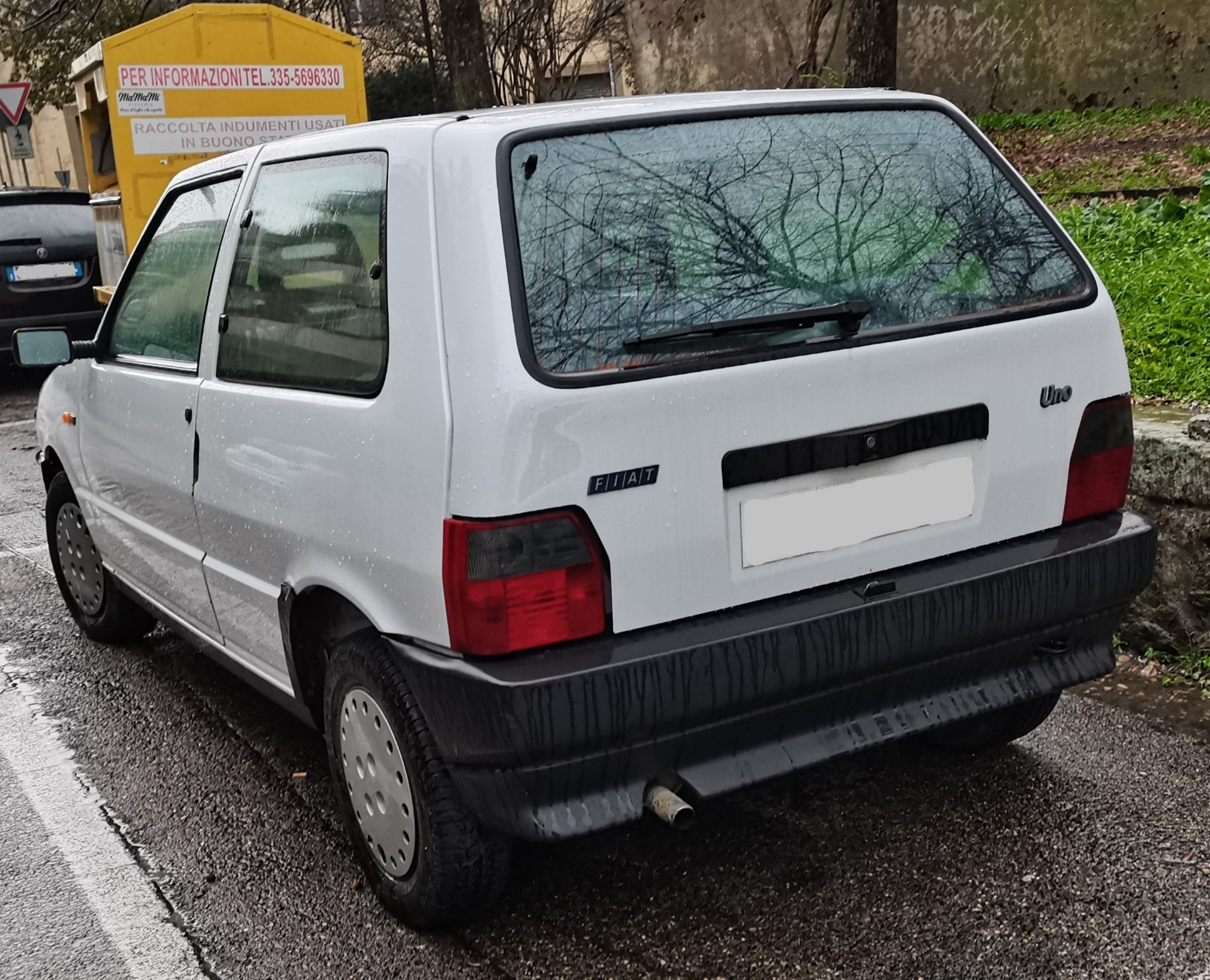
Az új csomagtérajtó
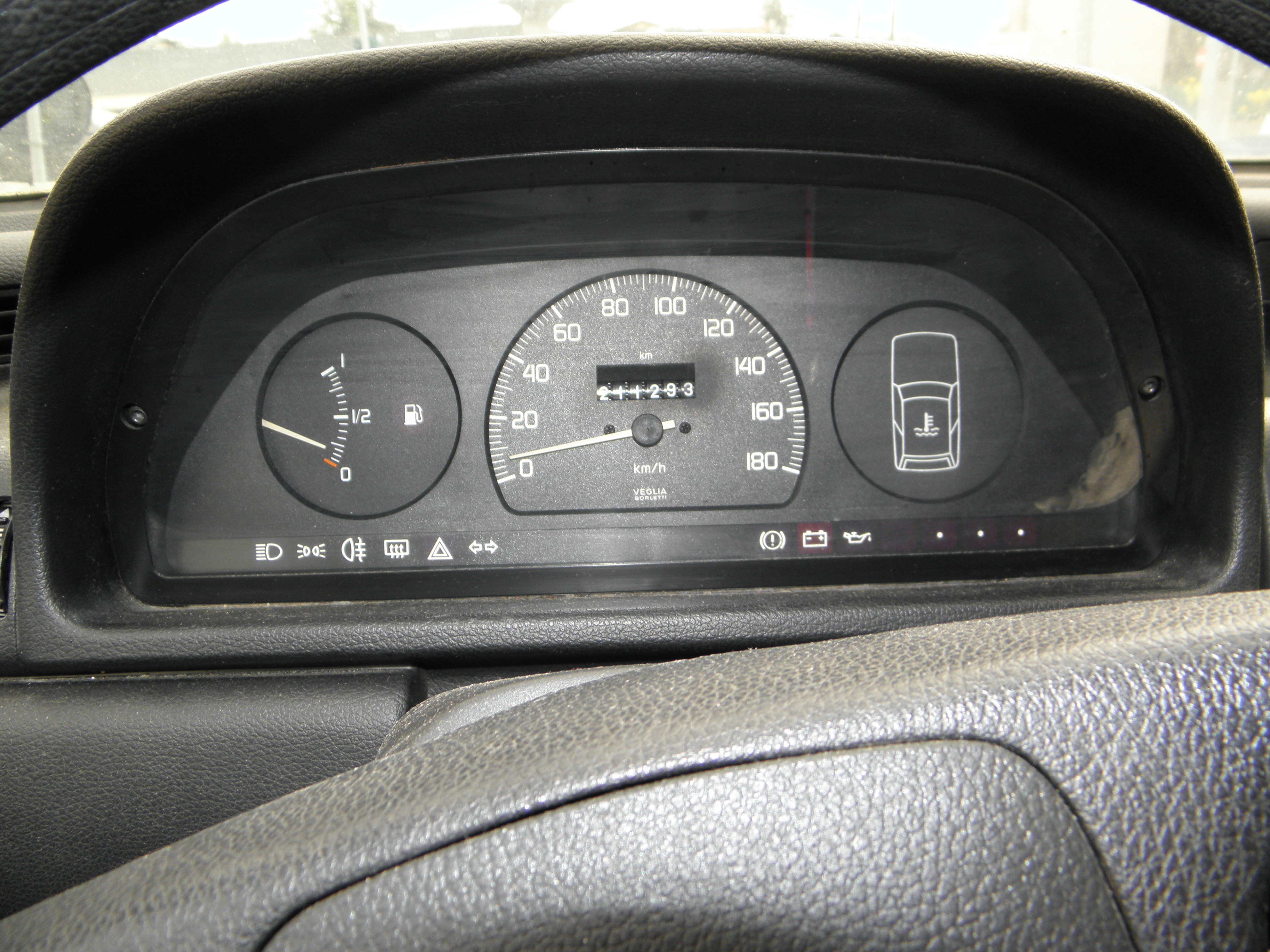
Az új műszeregység, a fényszórók és az ablaktörlők kezelőszervei nélkül
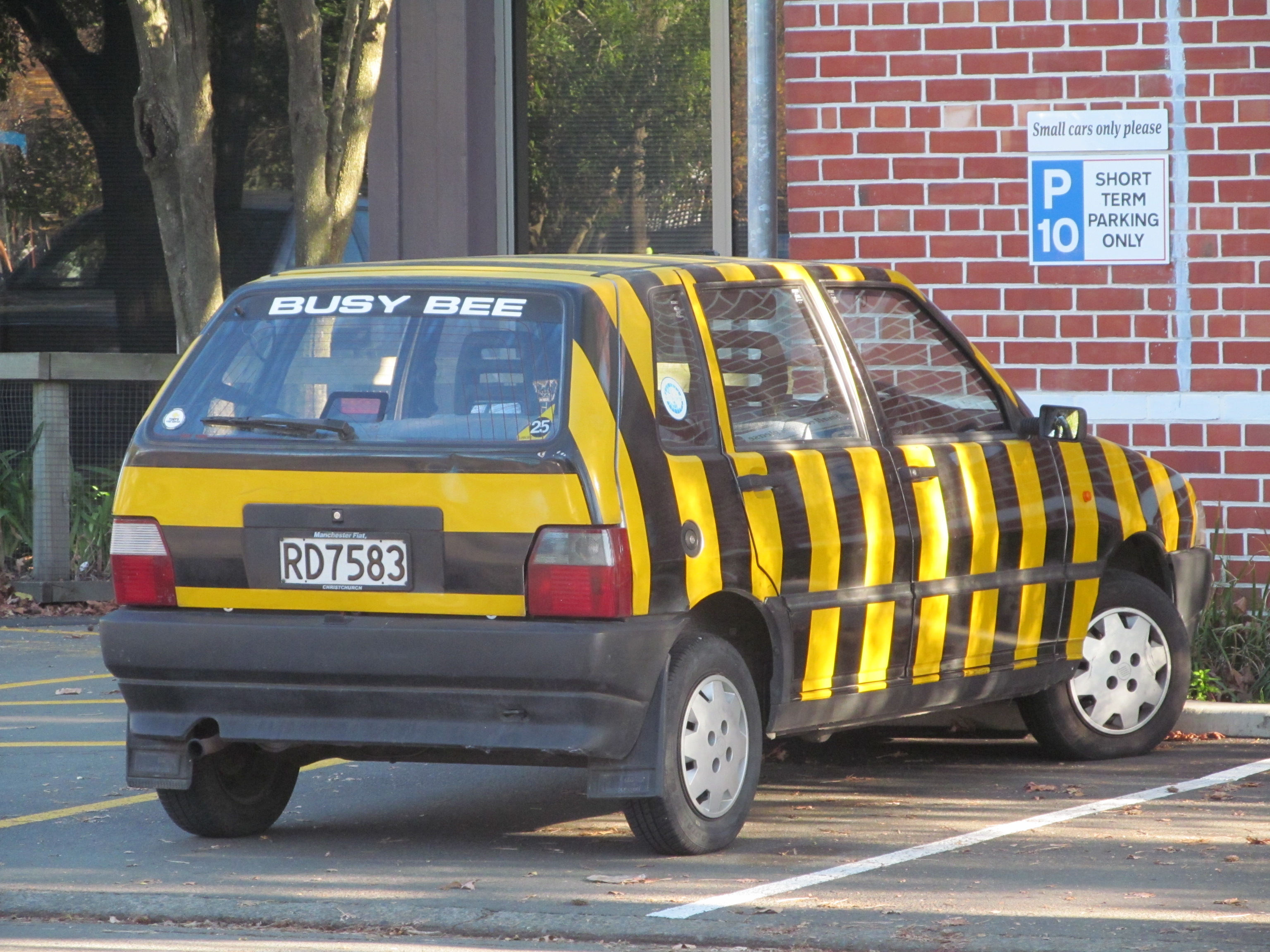
Egy egyedi fényezésű Uno
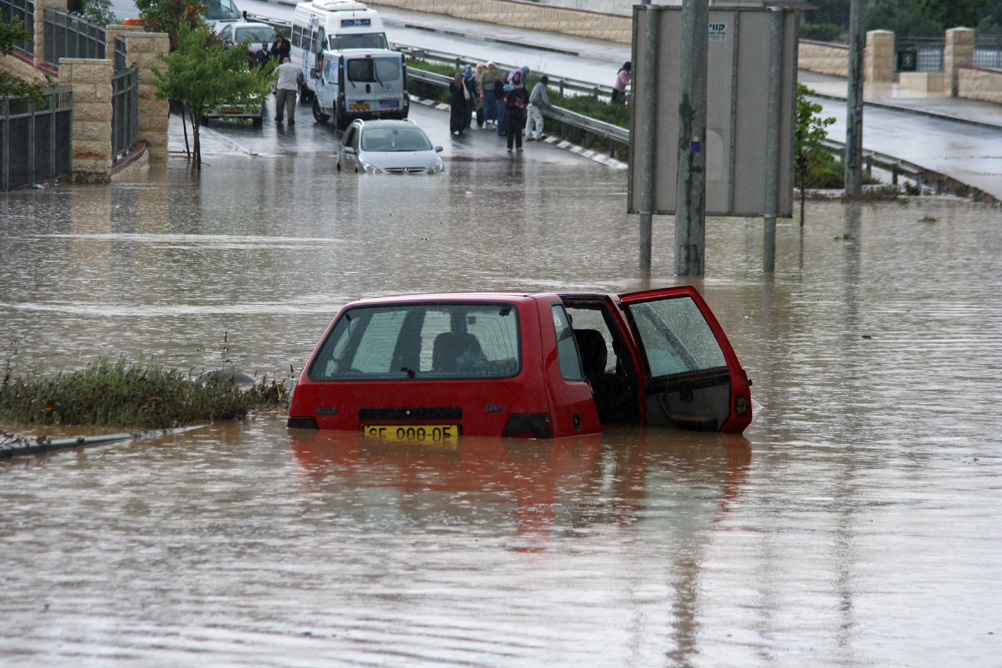
Egy áradás által elsodort Uno Jeruzsálemben
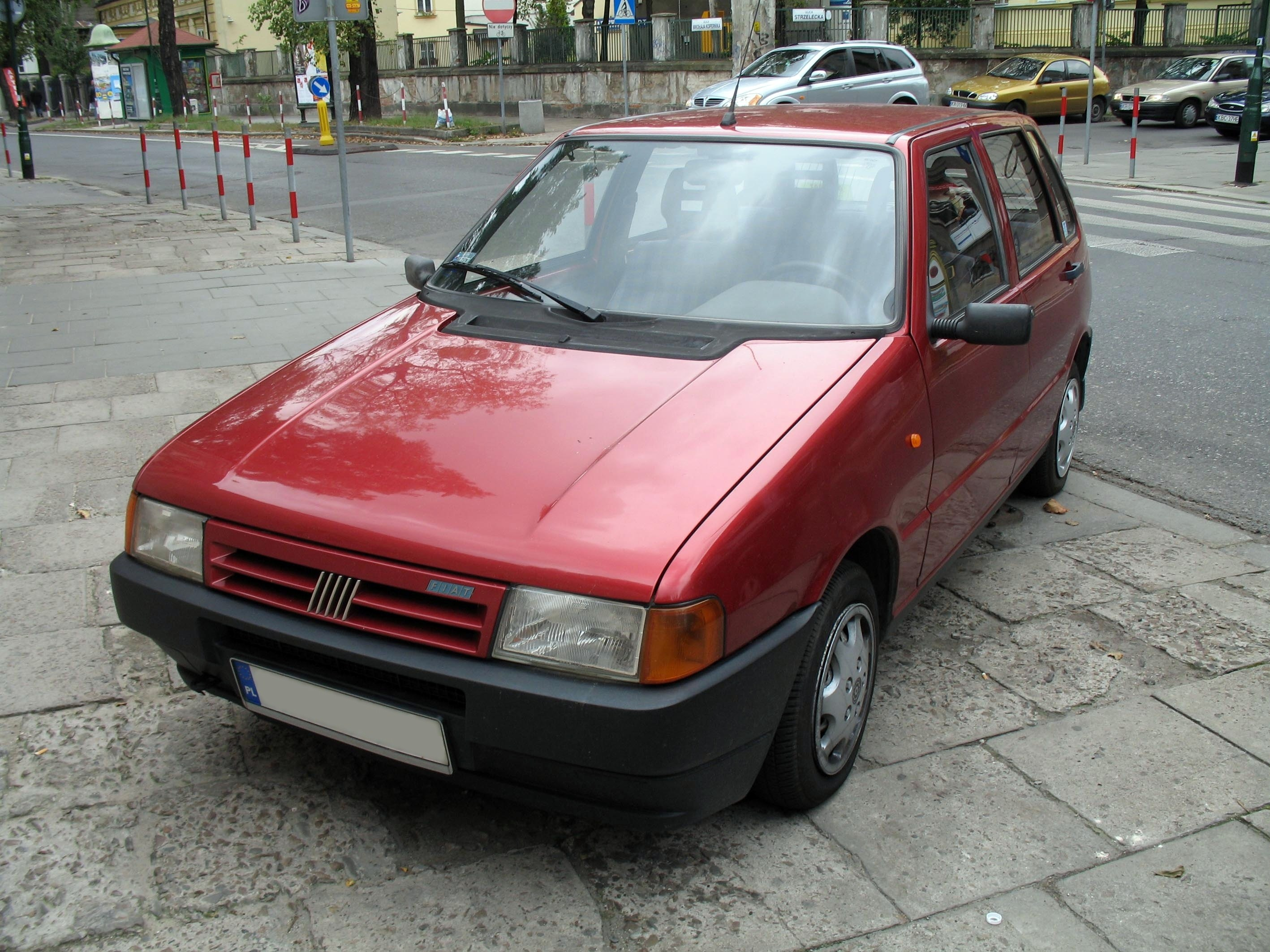
Egy Lengyelországban gyártott Uno

## Motorok (első és második széria)

### Benzines
| Motor                  | Elrendezés | Hengerűrtartalom | Szelepek | Teljesítmény              | Nyomaték          | Gyártás   |
| ---------------------- | ---------- | ---------------- | -------- | ------------------------- | ----------------- | --------- |
| 0.9 39                 | S4         | 899 cm³          | 8 OHV    | 39 LE (29 kW) @ 5500 rpm  | 65 Nm @ 3000 rpm  | 1999–2002 |
| 1.0 45 Formula         | S4         | 903 cm³          | 8 OHV    | 44 LE (33 kW) @ 5600 rpm  | 67 Nm @ 3000 rpm  | 1983–1993 |
| 1.1 55                 | S4         | 1116 cm³         | 8 SOHC   | 54 LE (40 kW) @ 5600 rpm  | 86 Nm @ 2900 rpm  | 1983–1985 |
| 1.3 70 S/SX            | S4         | 1301 cm³         | 8 SOHC   | 67 LE (50 kW) @ 5700 rpm  | 100 Nm @ 2900 rpm | 1983–1985 |
| 1.1 60 S/Family        | S4         | 1116 cm³         | 8 SOHC   | 58 LE (43 kW) @ 5700 rpm  | 87 Nm @ 3000 rpm  | 1985–1992 |
| 1.0 45 Fire            | S4         | 999 cm³          | 8 SOHC   | 44 LE (33 kW) @ 5000 rpm  | 80 Nm @ 2750 rpm  | 1985–1992 |
| 1.1 60 SX              | S4         | 1108 cm³         | 8 SOHC   | 56 LE (42 kW) @ 5500 rpm  | 89 Nm @ 3000 rpm  | 1989–1993 |
| 1.3 Turbo i.e.         | S4         | 1299/1301 cm³    | 8 SOHC   | 105 LE (78 kW) @ 5750 rpm | 146 Nm @ 3200 rpm | 1985–1990 |
| 1.3 70 SX/SL           | S4         | 1301 cm³         | 8 SOHC   | 64 LE (48 kW) @ 5600 rpm  | 100 Nm @ 3000 rpm | 1985–1992 |
| 1.0 45 i.e./i.e. Start | S4         | 999 cm³          | 8 SOHC   | 44 LE (33 kW) @ 5250 rpm  | 74 Nm @ 3250 rpm  | 1992–1995 |
| 1.4 70 SX i.e.         | S4         | 1372 cm³         | 8 SOHC   | 68 LE (51 kW) @ 6000 rpm  | 106 Nm @ 3000 rpm | 1990–1993 |
| 1.5 75 S i.e. CAT      | S4         | 1498 cm³         | 8 SOHC   | 74 LE (55 kW) @ 5600 rpm  | 113 Nm @ 3000 rpm | 1987–1993 |
| 1.1 50 i.e.            | S4         | 1108 cm³         | 8 SOHC   | 50 LE (37 kW) @ 5250 rpm  | 84 Nm @ 3000 rpm  | 1991–1994 |
| 1.4 Turbo i.e.         | S4         | 1372 cm³         | 8 SOHC   | 117 LE (87 kW) @ 6000 rpm | 161 Nm @ 3500 rpm | 1990–1998 |

### Dízel
| Motor   | Elrendezés | Hengerűrtartalom | Szelepek | Teljesítmény             | Nyomaték          | Gyártás   |
| ------- | ---------- | ---------------- | -------- | ------------------------ | ----------------- | --------- |
| 1.3D    | S4         | 1301 cm³         | 8 SOHC   | 44 LE (33 kW) @ 4200 rpm | 112 Nm @ 2000 rpm | 1983–1989 |
| 1.4 TD  | S4         | 1367 cm³         | 8 SOHC   | 71 LE (53 kW) @ 4800 rpm | 128 Nm @ 2500 rpm | 1986–1995 |
| 1.7 60D | S4         | 1697 cm³         | 8 SOHC   | 58 LE (43 kW) @ 4600 rpm | 100 Nm @ 2900 rpm | 1986–1995 |

## Harmadik generáció (1995–2013)

### Folytatódó gyártás a világ többi részén
A nyugat-európai gyártás befejezése után még mindig számos országban folytatták az Uno gyártását.

#### Argentína
Argentínában a Sevel Argentina 1989 márciusától 2000-ig gyártotta az Uno háromajtós változatát. Ez alatt az idő alatt 179 767 darab készült el. A motorkínálat alját egy 1049 cm³-es, 51 lóerős (38 kW) egység jelentette, a legerősebb pedig az 1,6 literes, 86 lóerős (64 kW) SCV/SCR motor volt. A benzinmotorok mellett egy 1,3 literes, 44 lóerős (33 kW) csúcsteljesítményű dízelmotor is kapható volt. 1988 és 2000 között egy Uno-alapú négyajtós szedán is elérhető volt az országban, mely a Fiat Duna és a Fiat Elba nevet kapta. Ebből 257 259 darab készült a Fiat córdobai gyárában.

#### Brazília

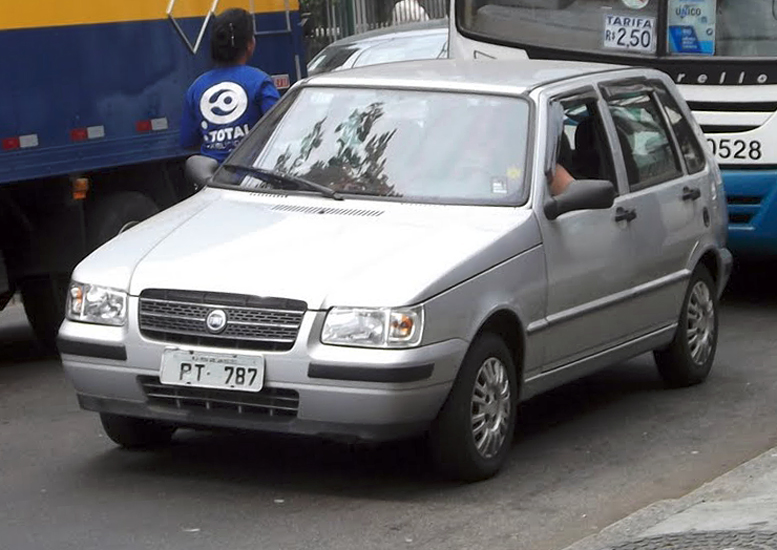
Faceliften átesett brazil Uno

Az autót Brazíliában egészen 2013 decemberéig gyártották, Mille Economy, Uno Furgão (kisáruszállító) és Fiorino Furgão változatban. A harminc éven át tartó gyártási ciklus alatt 3,6 millió Uno és Mille készült el.
Az 1980-as évek második felében és az 1990-es évek első felében az Uno szedán, pick-up és kombi karosszériával is kapható volt, ezen változatok neve Prêmio, Fiorino Pick-Up és Elba volt.
A brazil Unókat független felfüggesztéssel szerelték, hátul keresztben elhelyezett laprugókkal, ahogyan korábban a szintén Brazíliában gyártott Fiat 147 is készült (ez a modell hasonló volt az olasz Fiat 127-hez). A motorháztető kialakítása szintén eltért az európai változatétól, mivel a brazil modellekben a pótkerék is a motortérbe került, ezzel helyet takarítva meg a csomagtartóban. Ez a megoldást szintén a 147-ből származott. Eleinte a kocsi 1,05, 1,3 és 1,5 literes motorokkal volt kapható, benzines vagy etanolos változatokban. 1989-ben megjelent egy 1,6 literes motor, míg az 1,5 literes kikerült a kínálatból. 1991-ben megjelent egy újabb 1,5 literes, mely az 1,3 literes egység alapjaira épült.
Brazíliában is létezett egy Uno Turbo i.e. nevű változat, melybe 1,4 literes turbófeltöltős motort szereltek. Ez 1994 és 1996 között volt kapható, és 1801 darab készült belőle.
1990 és 2013 között gyártottak egy 1,0 literes motoros változatot, mint a legolcsóbb, belépő szintű típust, mely a Fiat Mille nevet kapta. A kínálat tagjai 2001-ben kaptak először FIRE motorokat és 2004-ben estek át az utolsó modellfrissítésen. 2005-ben a teljes kínálat flexibilis üzemanyag-felhasználású motorokat kapott, melyek képesek voltak tisztán benzinnel vagy etanollal vagy ezek bármilyen arányú keverékével üzemelni. Létezett egy Mille Way nevű változat is, aszfaltozatlan utakra, megerősített és magasított felfüggesztéssel, nagyobb kerekekkel és műanyag oldalsó védőelemekkel.
Bár 2010-ben bemutatták a brazil Unók új, saját tervezésű generációját, a Mille Economy és a Mille Way gyártása egészen 2013 decemberéig folytatódott. Mindkettő csak 1,0 literes erőforrással készült. Az Uno Furgãóhoz és a Fiorino Furgãóhoz 1,25 literes motor járt.
Motorok
| Motor                | Elrendezés | Hengerűrtartalom | Szelepek | Teljesítmény                                                    | Nyomaték                                 | Sűrítési arány | Gyártás                      |
| -------------------- | ---------- | ---------------- | -------- | --------------------------------------------------------------- | ---------------------------------------- | -------------- | ---------------------------- |
| Mille                | S4         | 994 cm³          | 8 SOHC   | 47 LE (35 kW) 5700 rpm                                          | 73 Nm @ 3000 rpm                         | 8,5:1          | 1990 szept.–1994             |
| Mille Electronic     | S4         | 994 cm³          | 8 SOHC   | 55 LE (41 kW) @ 6000 rpm                                        | 80 Nm @ 3250 rpm                         | 9,5:1          | 1995                         |
| 1.0 Fire Flex        | S4         | 999 cm³          | 8 SOHC   | Benzin: 72 LE (54 kW) Etanol: 74 LE (55 kW) @ 6250 rpm          | Benzin: 93 Nm Etanol: 97 Nm @ 4500 rpm   | 12,15:1        | 2005–2013                    |
| 1.3 CS, S, SX        | S4         | 1297 cm³         | 8 SOHC   | 58 LE (43 kW) @ 5200 rpm                                        | 98 Nm @ 3000 rpm                         | 8,0:1          | 1984 júl.–1986 (SX: 1987-ig) |
| 1.3 Fire Flex        | S4         | 1242 cm³         | 8 SOHC   | Benzin: 68 LE (51 kW) Etanol: 70 LE (52 kW) @ 5500 rpm          | Benzin: 112 Nm Etanol: 114 Nm @ 2500 rpm | 11,0:1         | 2005–2013                    |
| 1.5 i.e.             | S4         | 1497 cm³         | 8 SOHC   | 66 LE (49 kW) @ 5000 rpm                                        | 118 Nm @ 3000 rpm                        | 8,5:1          | 1994–1995                    |
| 1.5R Sevel           | S4         | 1498 cm³         | 8 SOHC   | 84 LE (63 kW) @ 5500 rpm                                        | 132 Nm @ 3000 rpm                        | ???            | 1987–1989                    |
| 1.5R Sevel - Ethanol | S4         | 1498 cm³         | 8 SOHC   | 84 LE (63 kW) @ 5500 rpm                                        | 134 Nm @ 3000 rpm                        | ???            | 1987–1989                    |
| 1.6R Sevel           | S4         | 1580 cm³         | 8 SOHC   | Benzin: 82 LE (62 kW) @ 5700 rpm Etanol: 82 LE (62 kW) 5600 rpm | Benzin: 129 Nm Etanol: 134 Nm @ 3250 rpm | 8,3:1          | 1990 okt.–1992               |
| 1.6R MPI Sevel ACT   | S4         | 1,580 cm³        | 8 SOHC   | 91 LE (68 kW) @ 5750 rpm                                        | 130 Nm @ 3500 rpm                        | 9,5:1          | 1993–1995                    |
| 1.4 Turbo i.e.       | S4         | 1372 cm³         | 8 SOHC   | 117 LE (87 kW) @ 5750 rpm                                       | 172 Nm @ 3500 rpm                        | 7,8:1          | 1994–1995                    |

#### India
A Fiat 1996-ban összeszerelési megállapodást kötött a PAL-lal, de miután 30 ezer megrendelésből mindössze 617 teljesült, a gyár felbontotta a szerződést. Ezután 1997 januárjában 50-50%-ban közös üzemet alapított a Tata Motorsszal. Az Uno sikeres autóként indult az indiai piacon, de a gyenge márkakereskedői támogatás miatt hamar visszaesett a népszerűsége. Az üzem jelenleg is működik, körülbelül 600 embert foglalkoztatva.

#### Marokkó
Az Uno összeszerelése 2003-ig Marokkóban is folyt, a SOMACA (Société Marocaine des Constructions Automobiles) üzemében. A kocsi jelenleg is népszerű a kiskategóriás autókkal taxizók körében.

#### Dél-afrikai Köztársaság
A Dél-afrikai Köztársaságban az Unót 1990 és 1998 között a Nissan, majd 1998-tól 2006-ig a Fiat helyi képviselete szerelte össze. A Nissan által készített modellek hátulján a Fiat emblémája alatt található volt egy "license" (licenc) felirat. Eleinte a kocsi FIRE (1108 cm³), PACER, PACER SX és TURBO (1372 cm³) változatban volt elérhető. Később készült néhány különleges változat is, például az 1372 cm³-es Beat, az 1108 cm³-es Rio és a rövid ideig gyártott 999 cm³-es Cento. 1998-ban a Fiat visszatért a dél-afrikai piacra. Innentől kezdve az autó Mia (1108 cm³) és Tempo (1372 cm³) változatban volt megvásárolható, és a Fiat centenáriumi emblémája került rá. A gyártás 2006-os befejezésekor már csak a kisebb Mia variáns volt elérhető.
2007-ben a Fiat megjelentetett egy új, áttervezett Unót a Dél-afrikai Köztársaságban, amit saját maga népszerűsít és értékesít. A kínálat része egy Uno Way nevű típus is, mely magasabb felfüggesztéssel rendelkezik, mint a hagyományos Uno, és műanyag védőelemeket szerelnek az oldalára. Az 1983 és 1990 közötti modellen alapszik, és négyhengeres, 1,2 literes motorral szerelik.

#### Fülöp-szigetek
1990-ben a Fiat Italcar Pilipinas Inc. néven közös gyárat alapított a fülöp-szigeteki Francisco Motorsszal, mely főleg a Jeepney gyártásáról volt ismert. Az új üzemben 1992 és 2000 között gyártottak Unókat, a People's Car Program keretein belül, melyet Corazón Aquino elnök hozott létre az ország autógyártásának fellendítése érdekében. A gyár remélte, hogy az Uno a Toyota Corolla és a Nissan Sentra vetélytársává tud válni a taxik piacán, ami komoly bevételt jelentett volna. A kocsi azonban nem örvendett nagy népszerűségnek, ezért 2000-ben befejezték a gyártását.

#### Lengyelország
Lengyelországban 2002-ben fejeződött be a Fiat Uno gyártása. 1995 júniusa és 2002 októbere között 173 382 darab készült el.

#### Pakisztán
Az Uno összeszerelését Pakisztánban a Raja Motor Company végezte, egységcsomagokból. Az összeszerelés 2001-ben kezdődött, de 2004-ben véget is ért, miután a gyárat be kellett zárni. Csak a dízelmotoros változat volt kapható az országban, 1.7D néven. Bár a sorozatgyártás régen befejeződött, a raktáron maradt egységcsomagokból ma is készülnek autók.

## Eladási adatok

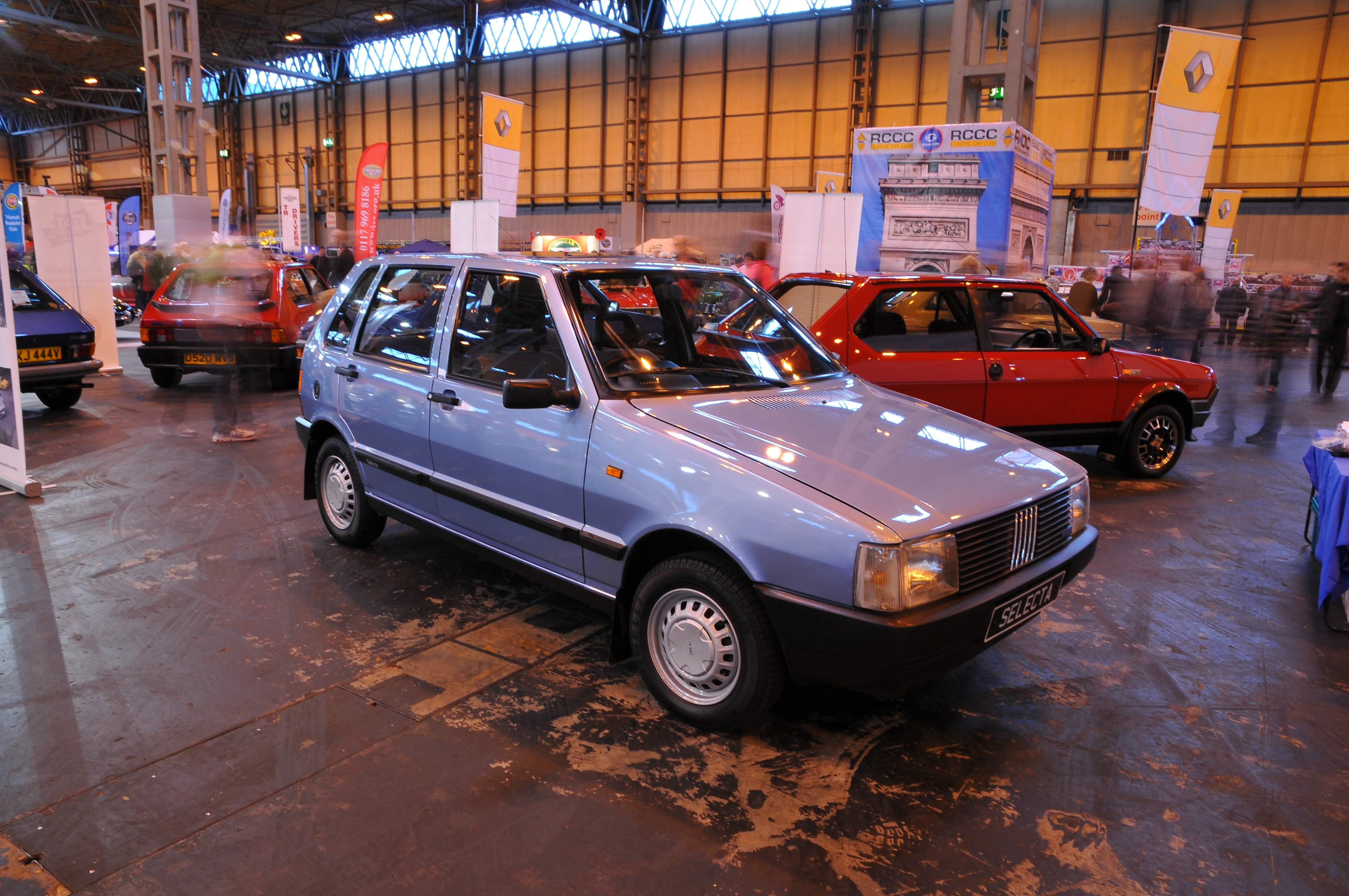
Egy kiváló állapotú Uno Selecta egy angliai kiállításon

### Egyesült Királyság
Az Egyesült Királyságban 1983 és 1995 között körülbelül 300 ezer Uno talált gazdára. A két széria tagjai közül az első bizonyosult sikeresebbnek. Az 1980-as években a legnépszerűbb importautók közé tartozott az országban. 1988-ban volt a csúcson értékesítési szempontból, amikor több mint 40 ezer példányt adtak el belőle. A kedvező eladási adatok ellenére 2016 februárjában már csak mindössze 440 forgalomban lévő Uno volt az Egyesült Királyságban.

### Új-Zéland
Az Uno meglepetésre azonnal sikeres lett az új-zélandi piacon, főleg kedvező ára és külső formaterve miatt. Az 1980-as évek végéig évente több mint 1000 Unót importáltak az országba Olaszországból. 1988 decemberében adták el a 3000. darabot Új-Zélandon. Főleg három- és ötajtós ferde hátú karosszériás változatok kerültek az ország piacaira, de korlátozott számban Fiorino kisáruszállítók és háromajtós kombik is kaphatók voltak, utóbbiak Fiat Penny néven. A legtöbb Új-Zélandra kerülő Uno teljesen megegyezett az Egyesült Királyságba szánt darabokkal.

## "Novo" Fiat Uno (2010–)
A Fiat Uno név 2010-ben visszatért, miután a Fiat brazil részlege bemutatta a Tipo 327 gyári kódnevű "Novo Unót" (új Uno). Az új Unót a brazilok a Fiat torionói formatervezési központjával (Fiat Centro Stile) közösen tervezték. Az autó tulajdonképpen egy Palio-alapokra ültetett Panda. Nagyobb és tágasabb, mint a Panda, ugyanakkor olcsóbb, mint a vele közös alapokon nyugvó Palio. Megjelenésekor két motor volt választható hozzá, egy 1,0 literes (74 lóerő) és egy 1,4 literes (87 lóerő) Fire Evo Flex, melyek benzinnel, etanollal, illetve ezek bármilyen arányú keverékével képesek üzemelni.
Brazília mellett több más dél-amerikai országban is kapható, többször olyan hírek is megjelentek, hogy Európában is bevezethetik az autót, de ez végül nem valósult meg. 2013 decemberében a korábbi Fiorino utódjaként egy Novo Uno-alapú Fiorino is megjelent Brazíliában. 2014 szeptemberében az új Uno kisebb frissítésen esett át, mely során az 1,4 motor start-stop rendszert kapott.

### Biztonság
Az új Uno 2011-ben esett át a Latin NCAP töréstesztjén, ahol kimondottan veszélyesnek ítélték. A felnőtt utasok védelmére egy, a gyermekekére két csillagot kapott. Ez azonban a legtöbb olcsó autóra igaz Brazíliában.

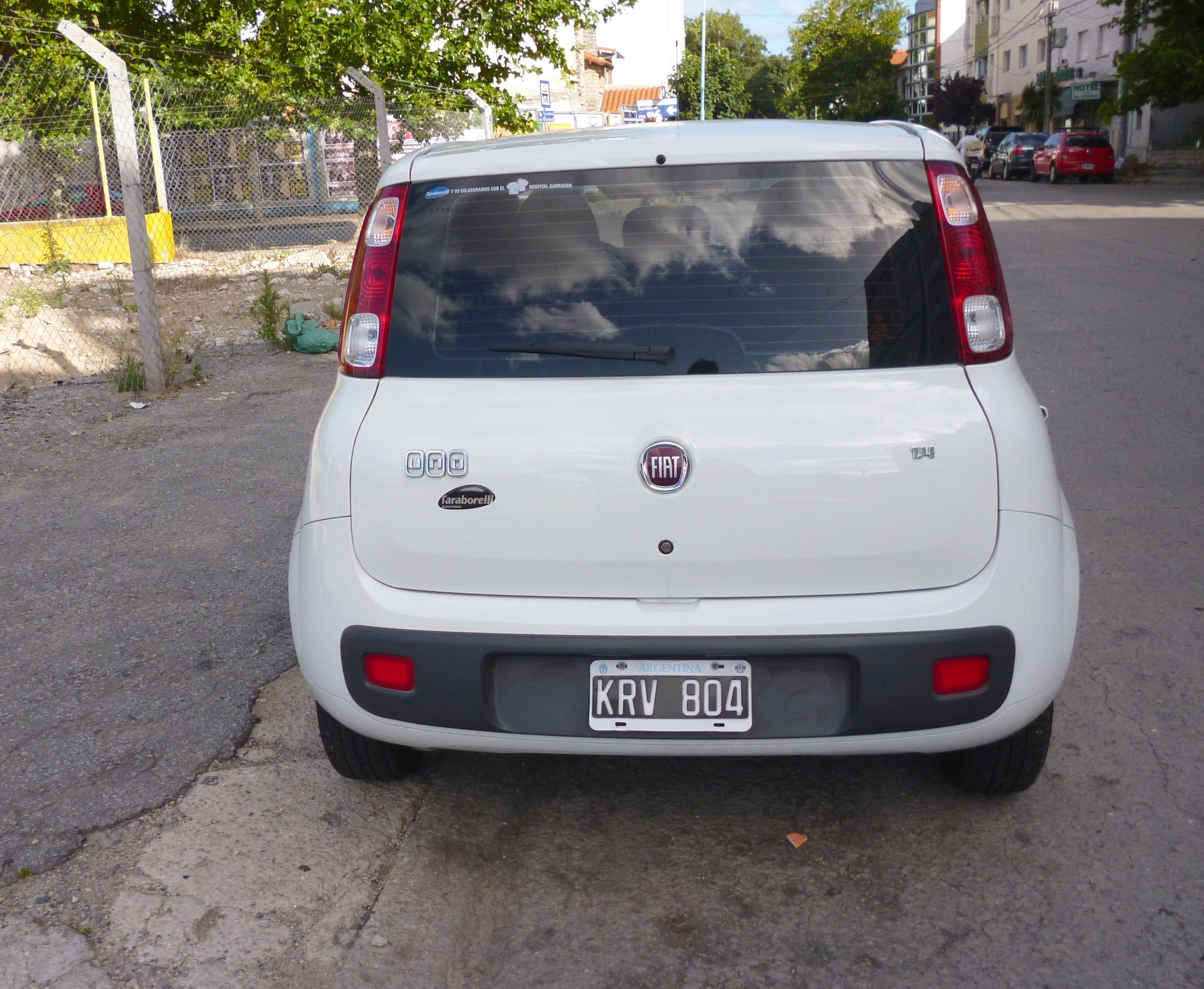
A Novo Uno hátulról
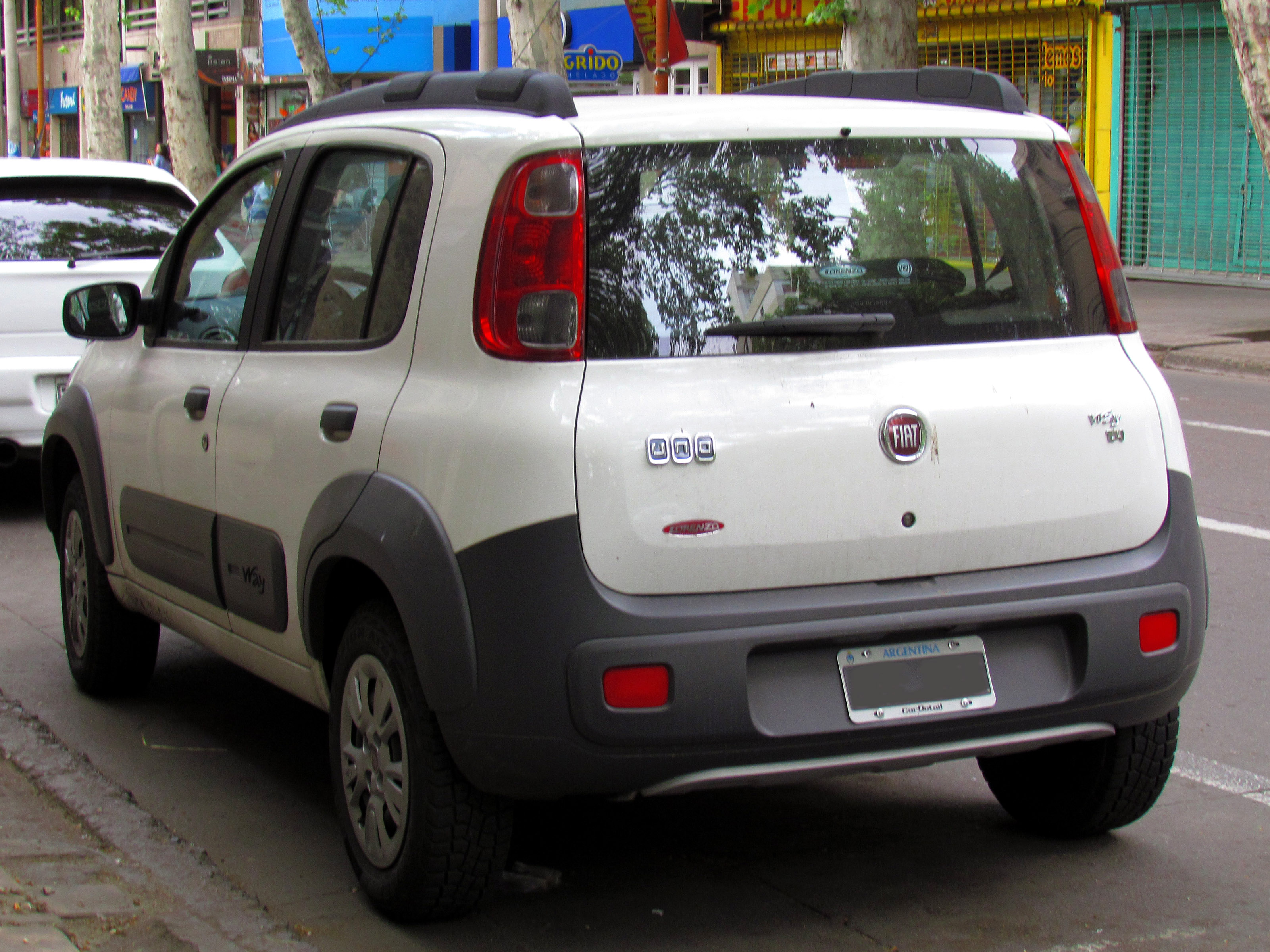
Az Uno Way változat magasabb felfüggesztéssel és műanyag kiegészítőkkel
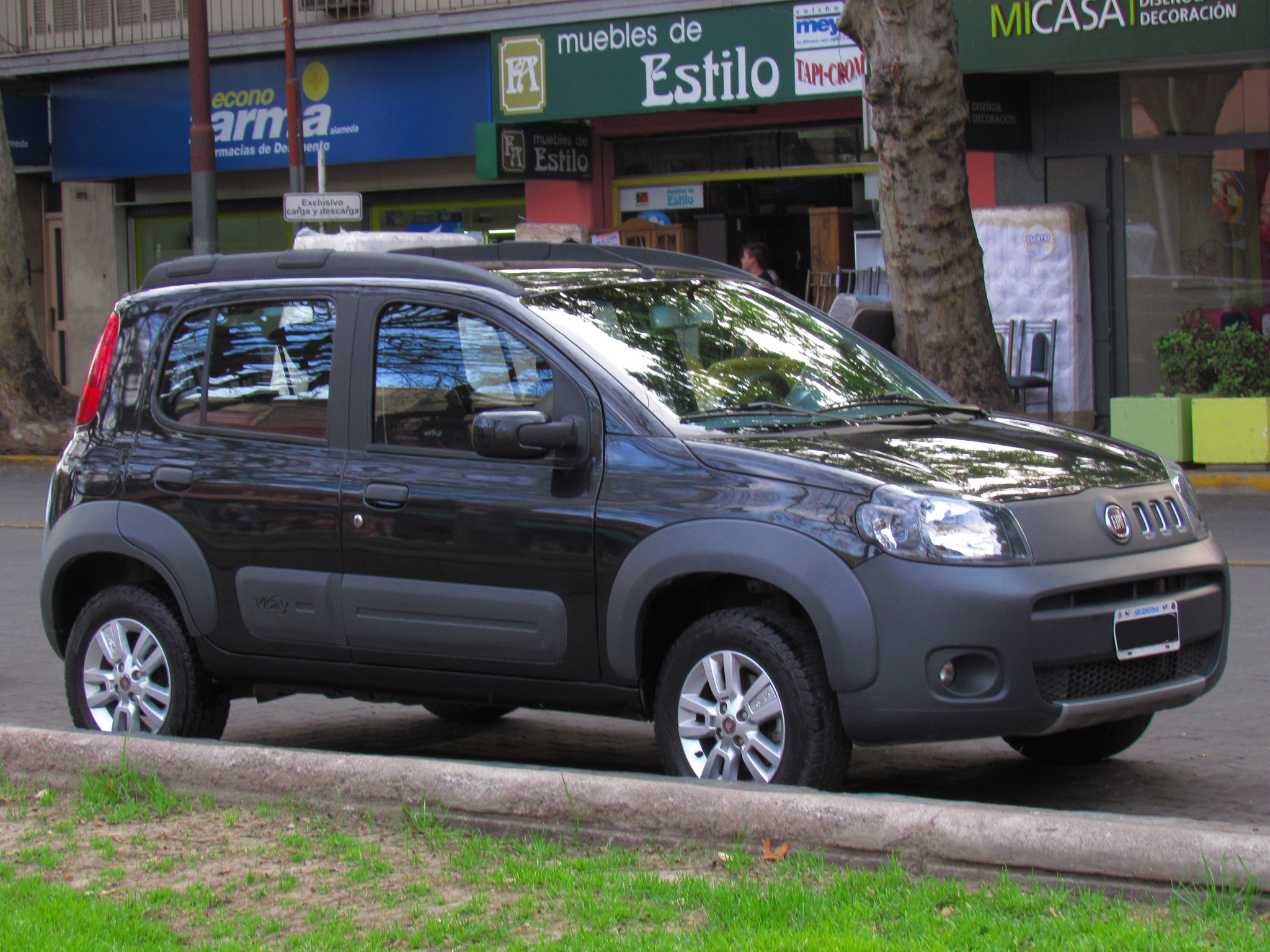
A Way változat eleje

## Külső hivatkozások
- Olasz Uno klub
- Lengyel Uno klub
- Fiat Uno vételi tanácsadó